# Stèle de Kouban
Pour les articles homonymes, voir Kouban (homonymie).

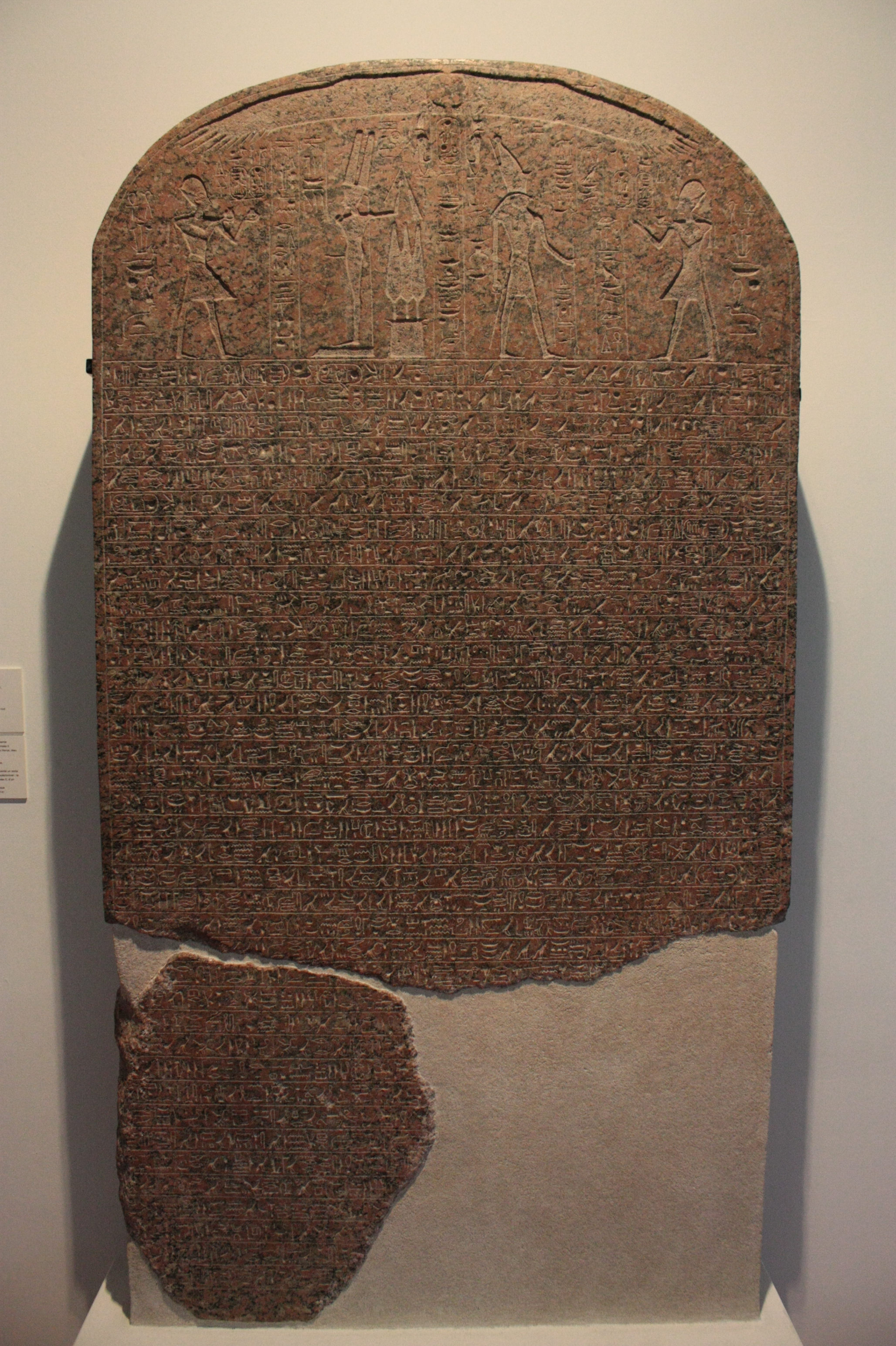
Stèle de Kouban

La stèle de Kouban a été érigée sur ordre de Ramsès II. Elle est aujourd'hui conservée au Musée de Grenoble.
La piste qui menait aux mines d'or du désert de Nubie manquait gravement de points d'eau. Après l'échec des prospections de Séthi Ier, Ramsès II les fait reprendre et aménager un puits à Kouban. La stèle érigée à cette occasion nous conte cet événement important dans un style dithyrambique :
« La troisième année, au premier mois de la saison de peret [l'hiver], le quatrième jour, Ousermaâtrê-Sétepenrê Ramsès protège l'Égypte de son aile, faisant de l'ombre pour les humains, tel un mur de vaillance et de victoire (...). Il incarne le taureau puissant contre le vil pays de Koush, assommant les rebelles aussi loin que le pays des Noirs (...). Un jour, Sa Majesté était assise sur le grand trône d'électrum et dénombrait les régions d'où provenait l'or, et traçait des plans pour faire creuser des puits sur une route dépourvue d'eau, après avoir entendu dire qu'il y avait beaucoup d'or. »
Après de nombreuses recherches et sur les conseils avisés de Pharaon, le puits est construit :
« On vint apporter une lettre du vice-roi du vil pays de Koush disant : Le puits est fini ; ce que Ta Majesté a dit s'est réalisé : l'eau est sortie (...) Jamais pareille chose ne s'était réalisée avant. »
Une copie de cette inscription a été trouvée dans le temple de Ramsès II à Aksha en Nubie.

## Texte de la stèle
Voir La Stèle de Kouban de Paul Tresson, Ramesside Inscriptions II de Kenneth Anderson Kitchen et Stèle de Ramsès II dite “Stèle de Kouban” de Bernard Mathieu.
La lunette de la stèle n'est pas reproduite ici.
Le texte original de la stèle se lit de droite à gauche, il est ici retourné.
Les restrictions de Wikihiero empêche certaines dispositions d'hiéroglyphes ne retranscrivant pas fidèlement la stèle.
- Pour l'hiéroglyphe C10A, voir sur projetrosette.info C10A.
- Pour l'hiéroglyphe C12A voir sur projetrosette.info C12A.
- Pour l'hiéroglyphe C12C, voir sur projetrosette.info C12C.
- Pour l'hiéroglyphe N37A, voir sur projetrosette.info N37A.
- Pour l'hiéroglyphe A73, voir sur projetrosette.info A73.
- Pour l'hiéroglyphe A285, voir sur projetrosette.info A285.
- Pour l'hiéroglyphe A63, voir sur projetrosette.info A63.

| rnp | t · zp | T8 | pr · r · t · ra | x · r | Hm · Z1 · n | G5 | ra | \| \| | E2 · D37 | C10A | mr | nbty | G20 | k · km · t · O49 | G45 | f · V1 · D40 | xAst · t · Z2 | G5 · nbw | wsr | M4 | M4 | M4 | aA · a · Y1 | n · xt · x · D40 | Z2 · w · t |
|     |        |    |                 |       |             |    |    |       |          |      |    |      |     |                  |     |              |               |          |     |    |    |    |             |                  |            |

|  |

|             |           |              |
| \| \| \| \| |           |              |
|             |           |              |
| N5          | F12 · C10 | N5 · U21 · n |

| N5 | F12 · C10 | N5 · U21 · n |

|                |              |    |            |
| \| \| \| \| \| |              |    |            |
|                |              |    |            |
| i              | mn · n · N36 | C1 | ms · s · z |

| i | mn · n · N36 | C1 | ms · s · z |

|             |           |              |
| \| \| \| \| |           |              |
|             |           |              |
| N5          | F12 · C10 | N5 · U21 · n |

| N5 | F12 · C10 | N5 · U21 · n |

|                |              |    |            |
| \| \| \| \| \| |              |    |            |
|                |              |    |            |
| i              | mn · n · N36 | C1 | ms · s · z |

| i | mn · n · N36 | C1 | ms · s · z |

| rnp | t · zp | T8 | pr · r · t · ra | x · r | Hm · Z1 · n | G5 | ra | \| \| | E2 · D37 | C10A | mr | nbty | G20 | k · km · t · O49 | G45 | f · V1 · D40 | xAst · t · Z2 | G5 · nbw | wsr | M4 | M4 | M4 | aA · a · Y1 | n · xt · x · D40 | Z2 · w · t |
|     |        |    |                 |       |             |    |    |       |          |      |    |      |     |                  |     |              |               |          |     |    |    |    |             |                  |            |

|  |

|             |           |              |
| \| \| \| \| |           |              |
|             |           |              |
| N5          | F12 · C10 | N5 · U21 · n |

| N5 | F12 · C10 | N5 · U21 · n |

|                |              |    |            |
| \| \| \| \| \| |              |    |            |
|                |              |    |            |
| i              | mn · n · N36 | C1 | ms · s · z |

| i | mn · n · N36 | C1 | ms · s · z |

|             |           |              |
| \| \| \| \| |           |              |
|             |           |              |
| N5          | F12 · C10 | N5 · U21 · n |

| N5 | F12 · C10 | N5 · U21 · n |

|                |              |    |            |
| \| \| \| \| \| |              |    |            |
|                |              |    |            |
| i              | mn · n · N36 | C1 | ms · s · z |

| i | mn · n · N36 | C1 | ms · s · z |

| st | O49 · Z2 | U6 | i | i | xa · a · Y1 | Hr · Z1 | st | G5 | n · t | anx | Z2 · G43 | mi | i | t · f · N5 · Z1 | N5 · Z1 · nb | nTr | nfr | nb · tA · Z1 · N21 | M27 | F18 · d · t · O49 | G5 | F28 | Sw |

| b · i · k | G6 | nfr | nw · Z1 | Dam | nbw · N33A | x · D43 | w | i | i | Y1&n&f | km · t · O49 | Aa15 · H5 · f | ir | Sw | i | i | b | t · N5 | S3 | t | G24 · Z2 | m | s | b | t · Z1 · Z1 | O36 | S3 | q · n · D40 | n · xt · x · t · D40 | pr · r · D54 | S3 · f |

| st | O49 · Z2 | U6 | i | i | xa · a · Y1 | Hr · Z1 | st | G5 | n · t | anx | Z2 · G43 | mi | i | t · f · N5 · Z1 | N5 · Z1 · nb | nTr | nfr | nb · tA · Z1 · N21 | M27 | F18 · d · t · O49 | G5 | F28 | Sw |

| b · i · k | G6 | nfr | nw · Z1 | Dam | nbw · N33A | x · D43 | w | i | i | Y1&n&f | km · t · O49 | Aa15 · H5 · f | ir | Sw | i | i | b | t · N5 | S3 | t | G24 · Z2 | m | s | b | t · Z1 · Z1 | O36 | S3 | q · n · D40 | n · xt · x · t · D40 | pr · r · D54 | S3 · f |

| m | X · t · Z1 | Hr · r | Aa19 · D40 | r · V15 · D40 | F9 · F9 · f | Hr · Z1 | s | w | s | x · W10 · D54 | t · U30 · S | Z9 · N21 · Z2 · f | D37 · n | t | w | t · r | w | Y4 | N33 · Z2 · n | H | a · Z2 · f |

| m | n · xt · x · D40 | Z2 · w · t | S3 | mn · n · T | C12C | G5 · nb | E20 · nb | n · h · Aa15 | A2 | Aa15 · pt | h · r · N5 · Z1 | S3 | ms | s | t · A17 · f | nTr | nTr | nTr | Hr · Z1 · D53 · t | t · w | D53 · t · n · Z2 | i | m&f | nTr |

| m | X · t · Z1 | Hr · r | Aa19 · D40 | r · V15 · D40 | F9 · F9 · f | Hr · Z1 | s | w | s | x · W10 · D54 | t · U30 · S | Z9 · N21 · Z2 · f | D37 · n | t | w | t · r | w | Y4 | N33 · Z2 · n | H | a · Z2 · f |

| m | n · xt · x · D40 | Z2 · w · t | S3 | mn · n · T | C12C | G5 · nb | E20 · nb | n · h · Aa15 | A2 | Aa15 · pt | h · r · N5 · Z1 | S3 | ms | s | t · A17 · f | nTr | nTr | nTr | Hr · Z1 · D53 · t | t · w | D53 · t · n · Z2 | i | m&f | nTr |

| t · r | i | i | I12 · Z2 | Hr · Z1 | pr · r · D54 | n · f | i | Aa15 · n · Z2 | r · ir · t | sw | i | i | t · Z2 | n · N5 · Z1 | i | mn · n | Hr · Z1 | nw · k | A1 | ir · r | M23 | w | r · D37 · n | C12A_C10A |

| r · st · t · pr | s | tA · Z1 · N21 | s | mn · n · Y1 | p · t · pt | h · r · Y1 | ti | i | N10 · t · Z2 | nTr | Htp · t · p | ti | i | Hr · Z1 | z · p · O50 · f | E1 · D40 | N37A | Z4 · xAst | X · z · G37 | k · A | h | A | E20 · D40 |

| t · r | i | i | I12 · Z2 | Hr · Z1 | pr · r · D54 | n · f | i | Aa15 · n · Z2 | r · ir · t | sw | i | i | t · Z2 | n · N5 · Z1 | i | mn · n | Hr · Z1 | nw · k | A1 | ir · r | M23 | w | r · D37 · n | C12A_C10A |

| r · st · t · pr | s | tA · Z1 · N21 | s | mn · n · Y1 | p · t · pt | h · r · Y1 | ti | i | N10 · t · Z2 | nTr | Htp · t · p | ti | i | Hr · Z1 | z · p · O50 · f | E1 · D40 | N37A | Z4 · xAst | X · z · G37 | k · A | h | A | E20 · D40 |

| U39 | t | w | A2 | Z3 | r · tA · N21 · Z1 | nH | H | s | T14 · xAst | wn · n · n | a · g | A | t | D56 · Z2 · f | Hr · Z1 | p · p · t · t · D40 | O28 | O28 | O28 | i | w | D59 | F16 · f | Hr · Z1 | k · A | h | b | F16 · D40 |

| i | m | z · n · Z2 | G30 | Y1 · Z2 · f | sxm | Aa15 · D40 | m | xnt · t · t | V36 | nfr · T14 · xAst | Hr · r | i | i | t · Aa19 | D40 · Z2 · f | pH · Z7 · D54 | s | kA · Z1 · r | i | i | T14 · xAst | r&n&f | F46 · r · D54 | m |

| U39 | t | w | A2 | Z3 | r · tA · N21 · Z1 | nH | H | s | T14 · xAst | wn · n · n | a · g | A | t | D56 · Z2 · f | Hr · Z1 | p · p · t · t · D40 | O28 | O28 | O28 | i | w | D59 | F16 · f | Hr · Z1 | k · A | h | b | F16 · D40 |

| i | m | z · n · Z2 | G30 | Y1 · Z2 · f | sxm | Aa15 · D40 | m | xnt · t · t | V36 | nfr · T14 · xAst | Hr · r | i | i | t · Aa19 | D40 · Z2 · f | pH · Z7 · D54 | s | kA · Z1 · r | i | i | T14 · xAst | r&n&f | F46 · r · D54 | m |

| tA · tA · tA · N21 · N21 · N21 | nb · nb · nb | Hr · Z1 | n · xt · x · D40 | Z2 · w · t | ir&t&n | a · Z1 · a | Z4 · G43 · f | pr · r · D54 | nbw · N33B · Z2 | Aa15 · Dw · Z1 · N37 | Hr · Z1 | r&n&f | mi | i | t · f | G5 | nb | b | bA | k | A | T14 · xAst |

|             |           |              |
| \| \| \| \| |           |              |
|             |           |              |
| N5          | F12 · C10 | N5 · U21 · n |

| N5 | F12 · C10 | N5 · U21 · n |

|             |           |              |
| \| \| \| \| |           |              |
|             |           |              |
| N5          | F12 · C10 | N5 · U21 · n |

| N5 | F12 · C10 | N5 · U21 · n |

| tA · tA · tA · N21 · N21 · N21 | nb · nb · nb | Hr · Z1 | n · xt · x · D40 | Z2 · w · t | ir&t&n | a · Z1 · a | Z4 · G43 · f | pr · r · D54 | nbw · N33B · Z2 | Aa15 · Dw · Z1 · N37 | Hr · Z1 | r&n&f | mi | i | t · f | G5 | nb | b | bA | k | A | T14 · xAst |

|             |           |              |
| \| \| \| \| |           |              |
|             |           |              |
| N5          | F12 · C10 | N5 · U21 · n |

| N5 | F12 · C10 | N5 · U21 · n |

|             |           |              |
| \| \| \| \| |           |              |
|             |           |              |
| N5          | F12 · C10 | N5 · U21 · n |

| N5 | F12 · C10 | N5 · U21 · n |

|                  |    |            |
| \| \| \| \|      |    |            |
|                  |    |            |
| i · mn · n · N36 | C1 | ms · s · z |

| i · mn · n · N36 | C1 | ms · s · z |

|                  |    |            |
| \| \| \| \|      |    |            |
|                  |    |            |
| i · mn · n · N36 | C1 | ms · s · z |

| i · mn · n · N36 | C1 | ms · s · z |

| W14 | s | s | t · Z2 | i | t · f · f · f | nTr | nTr | nTr | nb · nb · nb | M27 | M15 | O49 · O49 | mi | i | r · a | s | n · Z2 | n · f | q · n · D40 | n · xt · x · D40 | aHa | a · N5 · Z1 | aA · a · n | A73 | Z1 · Z1 · Z1 |

|                  |    |            |
| \| \| \| \|      |    |            |
|                  |    |            |
| i · mn · n · N36 | C1 | ms · s · z |

| i · mn · n · N36 | C1 | ms · s · z |

|                  |    |            |
| \| \| \| \|      |    |            |
|                  |    |            |
| i · mn · n · N36 | C1 | ms · s · z |

| i · mn · n · N36 | C1 | ms · s · z |

| W14 | s | s | t · Z2 | i | t · f · f · f | nTr | nTr | nTr | nb · nb · nb | M27 | M15 | O49 · O49 | mi | i | r · a | s | n · Z2 | n · f | q · n · D40 | n · xt · x · D40 | aHa | a · N5 · Z1 | aA · a · n | A73 | Z1 · Z1 · Z1 |

| m | M4 | M4 | M4 | wa · Z1 · a | m | M22 | M22 | h · r · N5 · Z1 | xpr · r | i | s | t | U36 | A42 · f | N41 · z | A285 | Hr · Z1 | F18 · d | w | Q2 | S3 | Dam | nbw · N33A | N28 · a | w | i | m |

| s | Sd · d | N6 | H6 | t · Z1 · Z1 | S9 | Hr · Z1 | s | xA | t | A2 | xAst · t · Z2 | W25 | n · n · nbw · N33A | i | m | s | n · Z2 | Hr · Z1 | wA | A | wA | A | s | x · r · Z2 | n · Sd · d | Z7 · D40 |

| m | M4 | M4 | M4 | wa · Z1 · a | m | M22 | M22 | h · r · N5 · Z1 | xpr · r | i | s | t | U36 | A42 · f | N41 · z | A285 | Hr · Z1 | F18 · d | w | Q2 | S3 | Dam | nbw · N33A | N28 · a | w | i | m |

| s | Sd · d | N6 | H6 | t · Z1 · Z1 | S9 | Hr · Z1 | s | xA | t | A2 | xAst · t · Z2 | W25 | n · n · nbw · N33A | i | m | s | n · Z2 | Hr · Z1 | wA | A | wA | A | s | x · r · Z2 | n · Sd · d | Z7 · D40 |

| W9 | m | t | i | i | mw · N36 | N21 · Z1 · Z2 | Hr · Z1 | N31 · t · Z2 | T19 | n · w · t | G37 · Z2 | Hr · Z1 | mw | Aa15 · xt · x · t · D54 | F21 | m | t · Z7 · r | D&d | i | w | wn · n | nbw · N33A | aSA · Z2 | Hr · Z1 |

| xAst · t · Z1 | i | A2 | kA · Z1 | i | i | t · X2 · X4 · Z2 | T14 | xAst | x · r | N31 · t · Z1 | s | T19 | n · G37 | ti | i | Hr · Z1 | mw · r | i · q · r · Y1 | i | r · N40 · t | D54 · m · t | n · h · Z1 · Z1 | G37 · N33B · Z2 | m |

| W9 | m | t | i | i | mw · N36 | N21 · Z1 · Z2 | Hr · Z1 | N31 · t · Z2 | T19 | n · w · t | G37 · Z2 | Hr · Z1 | mw | Aa15 · xt · x · t · D54 | F21 | m | t · Z7 · r | D&d | i | w | wn · n | nbw · N33A | aSA · Z2 | Hr · Z1 |

| xAst · t · Z1 | i | A2 | kA · Z1 | i | i | t · X2 · X4 · Z2 | T14 | xAst | x · r | N31 · t · Z1 | s | T19 | n · G37 | ti | i | Hr · Z1 | mw · r | i · q · r · Y1 | i | r · N40 · t | D54 · m · t | n · h · Z1 · Z1 | G37 · N33B · Z2 | m |

| n · A · n | q | Z1 · Z1 · G1 | r · Z1 · D40 | A1 · Z2 | S3 | i | a · mw | nbw · N33A · r | s | Aa16 · Z1 · z · n · Z2 | i | r · Z1 · Z1 | n · A | n · t · Z1 · Z1 | Hr · Z1 | spr · r · D54 | r · z | m | t | A14 | i | S3 | s | n · Z2 · n |

| i | b | E8A | t · mw | Hr · Z1 | N31 · t · Z1 | H | n · a | n · A | S3 | aA · D53 · Z7 | Z2 · E7 | n · t · Z1 · Z1 · r | HAt · t · Z1 | s | n · Z2 | D35 · n | gm · Aa15 | n · Z2 · G43 | Xr · r · t · Z2 | z · n · Z2 | S3 |

| n · A · n | q | Z1 · Z1 · G1 | r · Z1 · D40 | A1 · Z2 | S3 | i | a · mw | nbw · N33A · r | s | Aa16 · Z1 · z · n · Z2 | i | r · Z1 · Z1 | n · A | n · t · Z1 · Z1 | Hr · Z1 | spr · r · D54 | r · z | m | t | A14 | i | S3 | s | n · Z2 · n |

| i | b | E8A | t · mw | Hr · Z1 | N31 · t · Z1 | H | n · a | n · A | S3 | aA · D53 · Z7 | Z2 · E7 | n · t · Z1 · Z1 · r | HAt · t · Z1 | s | n · Z2 | D35 · n | gm · Aa15 | n · Z2 · G43 | Xr · r · t · Z2 | z · n · Z2 | S3 |

| s | wr · r | i | mw | A2 | Aa15 · T · z | U40 | Z1 · Z1 · D54 | h | A | i | i | t · D54 | Aa15 · mw | nw · Z1 · Sd · d | w | F27 · Z1 | wn · n · n | b | w | W25 · n | t · Z7 | nbw · N33A | Hr · Z1 | xAst · t · Z1 · t · n |

| G20 | n · g | A | Z7 | Aa3 · G37 | mw | D&d | i | n · U36 · A42 · f | n · S19 · w | L2 | t · Z1 | n · t · Z1 · Z1 | r · Aa16 · Z1 · f | n · i · s | A26 | G20 | A21 | Z3 | i | Z11 | Z3 | D53 · Z1 · Y1 | nD | nw | A2 |

| s | wr · r | i | mw | A2 | Aa15 · T · z | U40 | Z1 · Z1 · D54 | h | A | i | i | t · D54 | Aa15 · mw | nw · Z1 · Sd · d | w | F27 · Z1 | wn · n · n | b | w | W25 · n | t · Z7 | nbw · N33A | Hr · Z1 | xAst · t · Z1 · t · n |

| G20 | n · g | A | Z7 | Aa3 · G37 | mw | D&d | i | n · U36 · A42 · f | n · S19 · w | L2 | t · Z1 | n · t · Z1 · Z1 | r · Aa16 · Z1 · f | n · i · s | A26 | G20 | A21 | Z3 | i | Z11 | Z3 | D53 · Z1 · Y1 | nD | nw | A2 |

| U36 | A42 · f | r · Z1 | z · n · Z2 | Hr | Z1 | xAst · t · Z1 · t · n | nw · k | ir · r | g · r · grg | t · Y1 · Z2 | m | Hr · Z1 | s | t · U30 | V2 · D54 | i | n · t · Z7 | Hr · Z1 · a · Z1 | Aa15 · D53 · Y1 | nTr | nfr | a · Z1 · a | s | n · Z2 · Aa15 |

| i | A30 · Z1 · Z1 · Z1 | n · kA · Z1 · f | Hr · Z1 | h · n | nw | w | A32 | z · n · D19 · N16 | n · Hr · Z1 · f | nfr | f · r | wn · n | i | n · t · Z7 | Hr · Z1 | D · d · n | s | n · Z2 | G41 | q | i | A53 | Y1V | S3 | xAst · t · Z1 · t · n | Hr · Z1 | nD | nw |

| U36 | A42 · f | r · Z1 | z · n · Z2 | Hr | Z1 | xAst · t · Z1 · t · n | nw · k | ir · r | g · r · grg | t · Y1 · Z2 | m | Hr · Z1 | s | t · U30 | V2 · D54 | i | n · t · Z7 | Hr · Z1 · a · Z1 | Aa15 · D53 · Y1 | nTr | nfr | a · Z1 · a | s | n · Z2 · Aa15 |

| i | A30 · Z1 · Z1 · Z1 | n · kA · Z1 · f | Hr · Z1 | h · n | nw | w | A32 | z · n · D19 · N16 | n · Hr · Z1 · f | nfr | f · r | wn · n | i | n · t · Z7 | Hr · Z1 | D · d · n | s | n · Z2 | G41 | q | i | A53 | Y1V | S3 | xAst · t · Z1 · t · n | Hr · Z1 | nD | nw |

| A2 | r · Z1 · z · n · Z2 | Hr · Z1 · r · Z1 · n | s | x · r | Y1 · n | U26 | b · bA · Y1 | W9 | G17 · t | mw · N36 | N21 · Z1 | Hr · Z1 | N31 · t · Z1 | s | D&d | i | S3 | s | n · Z2 | x · t · f | U36 | A42 · f | t · Z7 · k | mi | N5 · Z1 | Aa15 · ir · n |

| k · nb · t | U7 · r · r | t · Z2 | ib · Z1 · k | Hr · Z1 | b | s | t · K5 · D54 | i | r · U23 · b | A2 · k | s | x · r · Y1 | m | g · r | H | N2 | HD | D · N5 · tA | i | w | xpr | A | s | V2 · D54 | t · Z7 · n · Z2 |

| A2 | r · Z1 · z · n · Z2 | Hr · Z1 · r · Z1 · n | s | x · r | Y1 · n | U26 | b · bA · Y1 | W9 | G17 · t | mw · N36 | N21 · Z1 | Hr · Z1 | N31 · t · Z1 | s | D&d | i | S3 | s | n · Z2 | x · t · f | U36 | A42 · f | t · Z7 · k | mi | N5 · Z1 | Aa15 · ir · n |

| k · nb · t | U7 · r · r | t · Z2 | ib · Z1 · k | Hr · Z1 | b | s | t · K5 · D54 | i | r · U23 · b | A2 · k | s | x · r · Y1 | m | g · r | H | N2 | HD | D · N5 · tA | i | w | xpr | A | s | V2 · D54 | t · Z7 · n · Z2 |

| Hr · Z1 | p · t · r · ir | q · n | nw | w | Y1 · Z2 | m | U16 · t · Z2 · k | Dr · r | xa · a · k | m | sw | t · n · tA · tA | b | w | F21 | m | n · Z2 | b | w | U3 | ir · ir · n · Z2 | i | w |

| wn · n | xpr · r | mi | i | Y1V | d · nw · Y1 | s | n · Z2 | i | r · pr · r | w | D54 · nb | n · r · Z1 · k | sw | w | mi | i | md | d · Z2 · w | G5 | N17 · N17 | G20 | xA | D50 | D50 | Y1V | F20 · F51 · k | a · q | D50 | D50 | D25 · k · Z1 · Z1 |

| Hr · Z1 | p · t · r · ir | q · n | nw | w | Y1 · Z2 | m | U16 · t · Z2 · k | Dr · r | xa · a · k | m | sw | t · n · tA · tA | b | w | F21 | m | n · Z2 | b | w | U3 | ir · ir · n · Z2 | i | w |

| wn · n | xpr · r | mi | i | Y1V | d · nw · Y1 | s | n · Z2 | i | r · pr · r | w | D54 · nb | n · r · Z1 · k | sw | w | mi | i | md | d · Z2 · w | G5 | N17 · N17 | G20 | xA | D50 | D50 | Y1V | F20 · F51 · k | a · q | D50 | D50 | D25 · k · Z1 · Z1 |

| r · t · x · nw | D52 · t · Z4 | T14 | T14 | S3 | G26 · t · Z1 · Z1 | i | x · Y1 | z · N31 | i | w | r · x | Y1 · k | sw | w | m | n · Z4 | G20 | w | a · r | q · V12 · f | mi | qd | d · nw · Z2 · k |

| N36 · N21 · Z1 | G47 | Q1 | t · pr | i | w | U3 · k | s | D35 · n | xAst · t · Z1 | t · tm · Aa15 | Z7 · n · k | x · n · d | D56 | D54 · z | z · p · O48 · nb | z · n | X5 · D54 | Hr · Z1 | ms | s | Dr · r |

| r · t · x · nw | D52 · t · Z4 | T14 | T14 | S3 | G26 · t · Z1 · Z1 | i | x · Y1 | z · N31 | i | w | r · x | Y1 · k | sw | w | m | n · Z4 | G20 | w | a · r | q · V12 · f | mi | qd | d · nw · Z2 · k |

| N36 · N21 · Z1 | G47 | Q1 | t · pr | i | w | U3 · k | s | D35 · n | xAst · t · Z1 | t · tm · Aa15 | Z7 · n · k | x · n · d | D56 | D54 · z | z · p · O48 · nb | z · n | X5 · D54 | Hr · Z1 | ms | s | Dr · r |

| F21 · F21 · k | Dr · r | wn · n · k | Hr · Z1 | i | d · n · F21 · D40 | tA · p · n | ir&n&k | s | x · r · Y1 · Z2 | i | w | k · Aa15 | s | w | H | t · H8 | m | O44 | t · Z2 · k | S3 | X · r · d | A17 | r · p · a | t · H8 |

| D&d | i | i | t · Y1 · n · k | x&r&t | Y1V | Z3 | N21 · N21 · N23 · N23 | i | w | k · Aa15 | s | f · Z1 · Z1 | A17 | Xr · r | d · b | n · t · D3 | b | w | M18 | Z4 · D54 | mn · nw · nw · nw | i | w | b · n | sw | w | Hr · Z1 · a · Z1 · k |

| F21 · F21 · k | Dr · r | wn · n · k | Hr · Z1 | i | d · n · F21 · D40 | tA · p · n | ir&n&k | s | x · r · Y1 · Z2 | i | w | k · Aa15 | s | w | H | t · H8 | m | O44 | t · Z2 · k | S3 | X · r · d | A17 | r · p · a | t · H8 |

| D&d | i | i | t · Y1 · n · k | x&r&t | Y1V | Z3 | N21 · N21 · N23 · N23 | i | w | k · Aa15 | s | f · Z1 · Z1 | A17 | Xr · r | d · b | n · t · D3 | b | w | M18 | Z4 · D54 | mn · nw · nw · nw | i | w | b · n | sw | w | Hr · Z1 · a · Z1 · k |

| b | w | xpr · r | F13 · t · p · Z9 | Aa15 · x · D52 · t | mw · k | ir&n&k | Hr · r · Z1 · Z1 · pt | S3 | pA | A12 | Z3 | i | w · k | Aa15 · H · M42 | A17 · n | V22 · t · Y1 | M4 | t · V20 | kA · t | A9 | Y1 · Z2 · nb | wn · n |

| Hr · Z1 | xpr · r | m | d · t · Z1 · k | ir · r · t | z · n · t · Z1 · Z1 | V5 · t · z | i | r | D · d · k | S3 | mw | Aa15 · a | i | Z4 · D54 | Hr · Z1 | Dw · Z1 · O39 | pr · r · D54 | nw · nw · nw · pt | mw |

| b | w | xpr · r | F13 · t · p · Z9 | Aa15 · x · D52 · t | mw · k | ir&n&k | Hr · r · Z1 · Z1 · pt | S3 | pA | A12 | Z3 | i | w · k | Aa15 · H · M42 | A17 · n | V22 · t · Y1 | M4 | t · V20 | kA · t | A9 | Y1 · Z2 · nb | wn · n |

| Hr · Z1 | xpr · r | m | d · t · Z1 · k | ir · r · t | z · n · t · Z1 · Z1 | V5 · t · z | i | r | D · d · k | S3 | mw | Aa15 · a | i | Z4 · D54 | Hr · Z1 | Dw · Z1 · O39 | pr · r · D54 | nw · nw · nw · pt | mw |

| A | s | V2 · D54 | Aa15 · Aa17 · Z1 | r · Z1 · k | mi | n&t&k | N5 · Z1 | A40 | p | w | Aa15 · H · a · Z2 | xpr · r | i | Aa15 · q · U1 | T14 | pA · f | U5 · a · Y1 | n&t&k | t | w&t | A53 | anx | tp · Z1 · tA · N21 · Z1 | S3 | i |

| t · f · k | t · tm · Aa15 | O28 | nw · O49 | H | w | F18 · Y1 | Aa15 · r · Z1 · k | siA · A · A40 | Aa15 · ib · Z1 · k | Q1 | F20 · Z1 · F51 · k | O19 · n | C10A | N41 · z | A63 | nTr | Hr · Z1 | D25 · k · Z4 | md | d · t · Z2 · k | Hr · Z1 | xpr · r | N5 · Z1 · nb |

| A | s | V2 · D54 | Aa15 · Aa17 · Z1 | r · Z1 · k | mi | n&t&k | N5 · Z1 | A40 | p | w | Aa15 · H · a · Z2 | xpr · r | i | Aa15 · q · U1 | T14 | pA · f | U5 · a · Y1 | n&t&k | t | w&t | A53 | anx | tp · Z1 · tA · N21 · Z1 | S3 | i |

| t · f · k | t · tm · Aa15 | O28 | nw · O49 | H | w | F18 · Y1 | Aa15 · r · Z1 · k | siA · A · A40 | Aa15 · ib · Z1 · k | Q1 | F20 · Z1 · F51 · k | O19 · n | C10A | N41 · z | A63 | nTr | Hr · Z1 | D25 · k · Z4 | md | d · t · Z2 · k | Hr · Z1 | xpr · r | N5 · Z1 · nb |

| ir · n · t · Z7 | HAt · t · Z1 · Z1 | ib · k | Aa15 · z · n | X5 · D54 · r | p · t | H | q · U1 · Y1 | U24 | t · Z1 · Y1 · Z2 | i | w | k · r | H | N5 | H | ir · r · t · Z7 | m | s | x · r · Z2 · k | F21 · Aa15 · t · Z7 | D&d · t · Z2 | k · nb · t | i | ti |

| i | i | A21 | nb · Z1 · n · Z2 | i | r · xAst · t · Z1 | i | A2 | kA · Z1 | i | i | t · X2 · N18 · xAst | D&d | i | i | t · Y1 | M22 | M22 | n · n · r · z | i | w | D&d · n | pA | sw | t | Z1 · G39 | n · k · S · xAst | X · z · G37 · Z1 · Z1 |

| ir · n · t · Z7 | HAt · t · Z1 · Z1 | ib · k | Aa15 · z · n | X5 · D54 · r | p · t | H | q · U1 · Y1 | U24 | t · Z1 · Y1 · Z2 | i | w | k · r | H | N5 | H | ir · r · t · Z7 | m | s | x · r · Z2 · k | F21 · Aa15 · t · Z7 | D&d · t · Z2 | k · nb · t | i | ti |

| i | i | A21 | nb · Z1 · n · Z2 | i | r · xAst · t · Z1 | i | A2 | kA · Z1 | i | i | t · X2 · N18 · xAst | D&d | i | i | t · Y1 | M22 | M22 | n · n · r · z | i | w | D&d · n | pA | sw | t | Z1 · G39 | n · k · S · xAst | X · z · G37 · Z1 · Z1 |

| r · z · Aa15 | D53 · Z1 · Y1 | U36 | A42 · f | i | w | s | m | pA | Z4 | s | x · r · Y1 | T19 | n · G37 · r | Hr · Z1 · mw | Dr · r | k · N5 | nTr | i | w | m | t | A14 | t · Z7 | Hr · r · z | n · i · b |

| E8A · t | mw | i | w | R15 | b | i | i | S3 | sw | t · n · nb | n · Xr · r | HAt · t · Z1 | wbA | b · bA · Y1 | Xnm | m&t | mw · N36 | Hr · r · z | b | w | xpr · r | r · w | d · T12 | z · n · Z2 | i | w |

| r · z · Aa15 | D53 · Z1 · Y1 | U36 | A42 · f | i | w | s | m | pA | Z4 | s | x · r · Y1 | T19 | n · G37 · r | Hr · Z1 · mw | Dr · r | k · N5 | nTr | i | w | m | t | A14 | t · Z7 | Hr · r · z | n · i · b |

| E8A · t | mw | i | w | R15 | b | i | i | S3 | sw | t · n · nb | n · Xr · r | HAt · t · Z1 | wbA | b · bA · Y1 | Xnm | m&t | mw · N36 | Hr · r · z | b | w | xpr · r | r · w | d · T12 | z · n · Z2 | i | w |

|             |        |      |
| \| \| \| \| |        |      |
|             |        |      |
| N5          | mn · n | mAat |

| N5 | mn · n | mAat |

|             |        |      |
| \| \| \| \| |        |      |
|             |        |      |
| N5          | mn · n | mAat |

| N5 | mn · n | mAat |

| m | h | w | Y1 · Z2 · f | xA | A | a · D54 · n | t | w | s | Hr · Z1 | N31 · t · Z1 | b | w | pr · r · D54 | mw | i | Aa15 · z | i | r | D&d · k | D · z · k | n · t · f · k | H | a · p · Z4 |

|             |        |      |
| \| \| \| \| |        |      |
|             |        |      |
| N5          | mn · n | mAat |

| N5 | mn · n | mAat |

|             |        |      |
| \| \| \| \| |        |      |
|             |        |      |
| N5          | mn · n | mAat |

| N5 | mn · n | mAat |

| m | h | w | Y1 · Z2 · f | xA | A | a · D54 · n | t | w | s | Hr · Z1 | N31 · t · Z1 | b | w | pr · r · D54 | mw | i | Aa15 · z | i | r | D&d · k | D · z · k | n · t · f · k | H | a · p · Z4 |

| N36 · mw | i | t · f | nTr | i | m | Aa15 · a | b | s | K5 · D54 | mw | Hr · Z1 | tp · Z1 | Dw · Z1 · O39 | i | w · f | r · ir · t | mi | i | D&d&t | n · k · nb | mi | i | s | x · r · Y1 · Z2 | k · nb · t |

| n · t · Z4 | Hr · Z1 | xpr · r | m | D53 · Y1 · n · Z2 | i | w | b | w | F21 · Aa15 · Y1 | Z2 · w · t | m | s | D&d · T | A2 · Z2 | Hr · Z1 · n · t · t | U7 · r · r | A2 | t · w | t · f · f · f · k | nTr | nTr | nTr | nb · Z2 · r | sw | t · n · nb |

| N36 · mw | i | t · f | nTr | i | m | Aa15 · a | b | s | K5 · D54 | mw | Hr · Z1 | tp · Z1 | Dw · Z1 · O39 | i | w · f | r · ir · t | mi | i | D&d&t | n · k · nb | mi | i | s | x · r · Y1 · Z2 | k · nb · t |

| n · t · Z4 | Hr · Z1 | xpr · r | m | D53 · Y1 · n · Z2 | i | w | b | w | F21 · Aa15 · Y1 | Z2 · w · t | m | s | D&d · T | A2 · Z2 | Hr · Z1 · n · t · t | U7 · r · r | A2 | t · w | t · f · f · f · k | nTr | nTr | nTr | nb · Z2 · r | sw | t · n · nb |

| xpr · r | Dr · r | N5 · Z1 | A40 | D&d | i | S3 | U36 | A42 · f | S3 | A21 | Z3 | i · p · n | U5 · t · a | C10A | O50 · Z4 | D&d&t | n · Z2 · nb | d · H · w | A1 · Z2 | b | w | Sd · d | i | i | Z7 · D40 |

| mw | Hr · Z1 | xAst · t · n | Dr · r | r · k · N5 | nTr | mi | D&d · Z7 | t · n · Z2 | nw · k | U26 | b · bA · Y1 | W9 | m&t | mw | i | m | Hr · Z1 | r · D37 · t | mw · N36 | N5 · Z1 · nb | mi | m |

| xpr · r | Dr · r | N5 · Z1 | A40 | D&d | i | S3 | U36 | A42 · f | S3 | A21 | Z3 | i · p · n | U5 · t · a | C10A | O50 · Z4 | D&d&t | n · Z2 · nb | d · H · w | A1 · Z2 | b | w | Sd · d | i | i | Z7 · D40 |

| mw | Hr · Z1 | xAst · t · n | Dr · r | r · k · N5 | nTr | mi | D&d · Z7 | t · n · Z2 | nw · k | U26 | b · bA · Y1 | W9 | m&t | mw | i | m | Hr · Z1 | r · D37 · t | mw · N36 | N5 · Z1 · nb | mi | m |

| hatching | hatching | HASH | mw · N36 | N21 · Z1 | Hr · Z1 | V25 | w · Y1 | i | t · f | i | mn · n · N5 · Z1 | nb · g · g · g · N16 · N16 | G5 | G5 | G5 | nb · nb · nb |

| N16 · Aa32 · t · xAst | mi | i | a · mw | w · Z7 · D40 | z · n · Z2 | ib · Z1 | m | U7 · r · r | t · Z2 | i | w | A42 | r · r · D37 · t | D&d | i | i | t | w | m | tA | hatching | hatching |

| hatching | hatching | HASH | mw · N36 | N21 · Z1 | Hr · Z1 | V25 | w · Y1 | i | t · f | i | mn · n · N5 · Z1 | nb · g · g · g · N16 · N16 | G5 | G5 | G5 | nb · nb · nb |

| N16 · Aa32 · t · xAst | mi | i | a · mw | w · Z7 · D40 | z · n · Z2 | ib · Z1 | m | U7 · r · r | t · Z2 | i | w | A42 | r · r · D37 · t | D&d | i | i | t | w | m | tA | hatching | hatching |

| hatching | hatching | hatching | HASH | Hr · Z1 | A30 | nb · z · n · Z2 | Hr · Z1 | z · n · D19 | N16 · N21 · Z1 | Hr · Z1 | r · a | Hr · Z1 | X · t · Z1 | Aa15 · D53 · Y1 |

| s | g | b | w | A2 | Z2 · r | q | A28 | t | Y1V | n · p · t · N1 | D&d | i | S3 | U36 | A42 · f | n · F20 · r | sw | Y3 | r · Z1 · a | hatching | HASH |

| hatching | hatching | hatching | HASH | Hr · Z1 | A30 | nb · z · n · Z2 | Hr · Z1 | z · n · D19 | N16 · N21 · Z1 | Hr · Z1 | r · a | Hr · Z1 | X · t · Z1 | Aa15 · D53 · Y1 |

| s | g | b | w | A2 | Z2 · r | q | A28 | t | Y1V | n · p · t · N1 | D&d | i | S3 | U36 | A42 · f | n · F20 · r | sw | Y3 | r · Z1 · a | hatching | HASH |

| hatching | hatching | hatching | hatching | hatching | hatching | hatching | hatching | sbA · Y1 · n | N31 · t · Z1 | r | i | A2 | D28 · Z1 | i | i |

| t · X2 · N18 · xAst | D37 · D37 · k | xpr | N12 · N14 · d | N5 · Z1 | S3 | h · r · N5 · Z1 | i | w | h | b | hatching | HASH |

| hatching | hatching | hatching | hatching | hatching | hatching | hatching | hatching | sbA · Y1 · n | N31 · t · Z1 | r | i | A2 | D28 · Z1 | i | i |

| t · X2 · N18 · xAst | D37 · D37 · k | xpr | N12 · N14 · d | N5 · Z1 | S3 | h · r · N5 · Z1 | i | w | h | b | hatching | HASH |

| hatching | hatching | hatching | hatching | hatching | hatching | hatching | HASH | n · f | mi | i | r · a | i | i | t · Y1 | m | Hr · Z1 · f | i | s | t | wn · n · n |

| f · Hr · Z1 | s | H | U8 · n · t · D40 | r · T | A1 · B1 · Z2 | r | hatching | HASH |

| hatching | hatching | hatching | hatching | hatching | hatching | hatching | HASH | n · f | mi | i | r · a | i | i | t · Y1 | m | Hr · Z1 · f | i | s | t | wn · n · n |

| f · Hr · Z1 | s | H | U8 · n · t · D40 | r · T | A1 · B1 · Z2 | r | hatching | HASH |

| hatching | hatching | hatching | hatching | hatching | hatching | hatching | HASH | w | t · r | i | M6 | A2 | s | n · A · y | ir · r | w | G40 | sw | Z1 · G39 | i |

| S3 | i | w | G40 | A | w | mw | hatching |

| hatching | hatching | hatching | hatching | hatching | hatching | hatching | HASH | w | t · r | i | M6 | A2 | s | n · A · y | ir · r | w | G40 | sw | Z1 · G39 | i |

| S3 | i | w | G40 | A | w | mw | hatching |

| hatching | hatching | hatching | hatching | hatching | hatching | hatching | HASH | N31 · t · Z1 | r · xAst · t · Z1 | i | A2 | D28 · Z1 | i | i |

| t · X2 · N18 · xAst | D35 · n | z · p · O48 | ir · t | mi | t · t · Y1 | Dr · r | sw | i | i | A40 | Z3 | i | Z11 | Z2 · w | hatching |

| hatching | hatching | hatching | hatching | hatching | hatching | hatching | HASH | N31 · t · Z1 | r · xAst · t · Z1 | i | A2 | D28 · Z1 | i | i |

| t · X2 · N18 · xAst | D35 · n | z · p · O48 | ir · t | mi | t · t · Y1 | Dr · r | sw | i | i | A40 | Z3 | i | Z11 | Z2 · w | hatching |

| hatching | hatching | hatching | hatching | hatching | hatching | HASH | r | m | K1 · Z2 | Aa15 · S · N21 · Z2 | q · a | H | A | D41 · D54 · Z2 | nw · Z1 | t | A |

| V22 · w | i | n · d | H | w | M15 | O49 · Hr · Z1 | s | DA | Y1V | Hr · Z1 · f | Aa15 · U1 · q | T14 | pA | HASH |

| hatching | hatching | hatching | hatching | hatching | hatching | HASH | r | m | K1 · Z2 | Aa15 · S · N21 · Z2 | q · a | H | A | D41 · D54 · Z2 | nw · Z1 | t | A |

| V22 · w | i | n · d | H | w | M15 | O49 · Hr · Z1 | s | DA | Y1V | Hr · Z1 · f | Aa15 · U1 · q | T14 | pA | HASH |

| hatching | hatching | hatching | hatching | hatching | hatching | hatching | F24 · f | mi | i | N41 · Aa15 | P10 | Hr · Z1 | U5 · a | Z7 | P5 | D54 | w&t |

| T28 · r | w | s | t · t · V12 · Z1 | Aa15 · a | pA | sw | Z1 · G39 | S3 | k · S · xAst | X · z · G37 | y · r |

| hatching | hatching | hatching | hatching | hatching | hatching | hatching | F24 · f | mi | i | N41 · Aa15 | P10 | Hr · Z1 | U5 · a | Z7 | P5 | D54 | w&t |

| T28 · r | w | s | t · t · V12 · Z1 | Aa15 · a | pA | sw | Z1 · G39 | S3 | k · S · xAst | X · z · G37 | y · r |

| hatching | hatching | hatching | hatching | hatching | hatching | HASH | t | D · d · t · n | U36 | A40 · k | Aa15 · r · Z1 · f | D&z&f | pr · r · D54 | S3 | mw | i |

| m | s | Hr · Z1 | V22 · a · V20 · Z1 · Z1 | i | w | V22 · a · Z1 · Z1 · Z1 · Z1 | i | m | s | n · Z2 · Aa15 | V21 | t · Z7 · mw | HASH |

| hatching | hatching | hatching | hatching | hatching | hatching | HASH | t | D · d · t · n | U36 | A40 · k | Aa15 · r · Z1 · f | D&z&f | pr · r · D54 | S3 | mw | i |

| m | s | Hr · Z1 | V22 · a · V20 · Z1 · Z1 | i | w | V22 · a · Z1 · Z1 · Z1 · Z1 | i | m | s | n · Z2 · Aa15 | V21 | t · Z7 · mw | HASH |

| hatching | hatching | hatching | hatching | hatching | hatching | hatching | s | t&r | b | n · Z2 · r · Z1 | N31 · D54 | mi | i | s | x · r · Y1 | n · ir · r | w |

| nTr | A40 | m | i | a · mw | ib · Z1 | m | U7 · r | t · Z2 · k | D35 · n | p · z · O50 | ir · t |

| hatching | hatching | hatching | hatching | hatching | hatching | hatching | s | t&r | b | n · Z2 · r · Z1 | N31 · D54 | mi | i | s | x · r · Y1 | n · ir · r | w |

| nTr | A40 | m | i | a · mw | ib · Z1 | m | U7 · r | t · Z2 · k | D35 · n | p · z · O50 | ir · t |

| hatching | hatching | hatching | hatching | hatching | hatching | hatching | HASH | i | A2 | kA · Z1 | i | i | t · X2 · N18 · xAst | T14 | xAst · Hr · Z1 |

| n · h | m | Z7 | A2 | Aa15 · r · S | t | w | D19 · Z2 | aA · a · Y1 | n · A | wn · n | wA | A | w | w | N31 · D54 |

| hatching | hatching | hatching | hatching | hatching | hatching | hatching | HASH | i | A2 | kA · Z1 | i | i | t · X2 · N18 · xAst | T14 | xAst · Hr · Z1 |

| n · h | m | Z7 | A2 | Aa15 · r · S | t | w | D19 · Z2 | aA · a · Y1 | n · A | wn · n | wA | A | w | w | N31 · D54 |

| hatching | hatching | hatching | hatching | hatching | hatching | hatching | hatching | pA | HqA | q | A42 | pA | mw | n · t · Z1 · Z1 · Aa15 | N14 · t · pr |

| Hr · Z1 | F21 | m | Y1&n&f | Sd · d | i | i | W · D40 · Y1 | mw | Hr · Z1 | pA | N26 · O31 · Z1 |

| hatching | hatching | hatching | hatching | hatching | hatching | hatching | hatching | pA | HqA | q | A42 | pA | mw | n · t · Z1 · Z1 · Aa15 | N14 · t · pr |

| Hr · Z1 | F21 | m | Y1&n&f | Sd · d | i | i | W · D40 · Y1 | mw | Hr · Z1 | pA | N26 · O31 · Z1 |

| hatching | hatching | hatching | hatching | hatching | hatching | hatching | hatching | HASH | A2 | n · f | m | pA | A | sw | Z1 · G39 | Hr · Z1 | h | b |

| U13 · D54 | wn · n | i | S3 | s | n · Z2 | nfr | f · r | Hr · Z1 | HASH |

| hatching | hatching | hatching | hatching | hatching | hatching | hatching | hatching | HASH | A2 | n · f | m | pA | A | sw | Z1 · G39 | Hr · Z1 | h | b |

| U13 · D54 | wn · n | i | S3 | s | n · Z2 | nfr | f · r | Hr · Z1 | HASH |

| hatching | hatching | hatching | hatching | hatching | hatching | hatching | hatching | hatching | mn · n | x · U22 | s | x · r | w | Y1 · Z2 | nfr | f · r |

| D53 · t · r | i | t | w | T14 | T14 | Y1V | Z3 | D&d | i | i | t · nb | HASH |

| hatching | hatching | hatching | hatching | hatching | hatching | hatching | hatching | hatching | mn · n | x · U22 | s | x · r | w | Y1 · Z2 | nfr | f · r |

| D53 · t · r | i | t | w | T14 | T14 | Y1V | Z3 | D&d | i | i | t · nb | HASH |

| hatching | hatching | hatching | hatching | hatching | hatching | hatching | hatching | HASH | W9 | t · m | mw · N36 | t · n · ir | A&t | Xnm | m&t |

|                      |              |         |    |   |   |
| \| \| \| \| \| \| \| |              |         |    |   |   |
|                      |              |         |    |   |   |
| i                    | mn · n · N36 | N5 · Z1 | ms | s | s |

| i | mn · n · N36 | N5 · Z1 | ms | s | s |

|                      |              |         |    |   |   |
| \| \| \| \| \| \| \| |              |         |    |   |   |
|                      |              |         |    |   |   |
| i                    | mn · n · N36 | N5 · Z1 | ms | s | s |

| i | mn · n · N36 | N5 · Z1 | ms | s | s |

| hatching | hatching | hatching | hatching | hatching | hatching | hatching | hatching | HASH | W9 | t · m | mw · N36 | t · n · ir | A&t | Xnm | m&t |

|                      |              |         |    |   |   |
| \| \| \| \| \| \| \| |              |         |    |   |   |
|                      |              |         |    |   |   |
| i                    | mn · n · N36 | N5 · Z1 | ms | s | s |

| i | mn · n · N36 | N5 · Z1 | ms | s | s |

|                      |              |         |    |   |   |
| \| \| \| \| \| \| \| |              |         |    |   |   |
|                      |              |         |    |   |   |
| i                    | mn · n · N36 | N5 · Z1 | ms | s | s |

| i | mn · n · N36 | N5 · Z1 | ms | s | s |